# Stazione di Kita-Senri
La stazione di Kita-Senri (南千里駅?, Kita-Senri-eki) è una stazione ferroviaria delle Ferrovie Hankyū situata a Suita, città della prefettura di Ōsaka in Giappone. Serve la linea Hankyū Senri ed è la stazione di ingresso per accedere a Senri New Town, una grande area residenziale sviluppatasi a partire dagli anni '60, contenente diversi campus universitari e svariati servizi per i residenti.

## Linee
Ferrovie Hankyū
■ Linea Hankyū Senri

## Struttura
La stazione è realizzata su terrapieno e dispone di due marciapiedi laterali con due binari passanti. Si tratta dell'ultima stazione della linea Senri, e quindi di fatto è il termine, ma i binari proseguono alcune centinaia di metri con un tronchino per il ricovero dei mezzi e l'inversione. Il binario 1 è utilizzato per i treni diretti al centro di Osaka, mentre il binario due è usato per i servizi diretti sulla linea Sakaisuji della metropolitana di Osaka. 
| 1 | ■ Linea Hankyū Senri | per Yamada, Awaji, Umeda, Sannomiya e Takarazuka.                                               |
| 2 | ■ Linea Hankyū Senri | per Yamada, Awaji, Tenjinbashisuji Rokuchōme e, via linea Sakaisuji, Dōbutsuen-mae e Tengachaya |

## Stazioni adiacenti
| «                  | Servizio           | »                  |
| Linea Hankyū Senri | Linea Hankyū Senri | Linea Hankyū Senri |
| ------------------ | ------------------ | ------------------ |
| Yamada             | Locale             | Capolinea          |